# Dod Ballapur
Dod Ballapur is een dorp in het district Bangalore Rural van de Indiase staat Karnataka. 

## Demografie
Volgens de Indiase volkstelling van 2001 wonen er 71.509 mensen in Dod Ballapur, waarvan 52% mannelijk en 48% vrouwelijk is. De plaats heeft een alfabetiseringsgraad van 68%. 